# Carallots de Sant Vicenç dels Horts

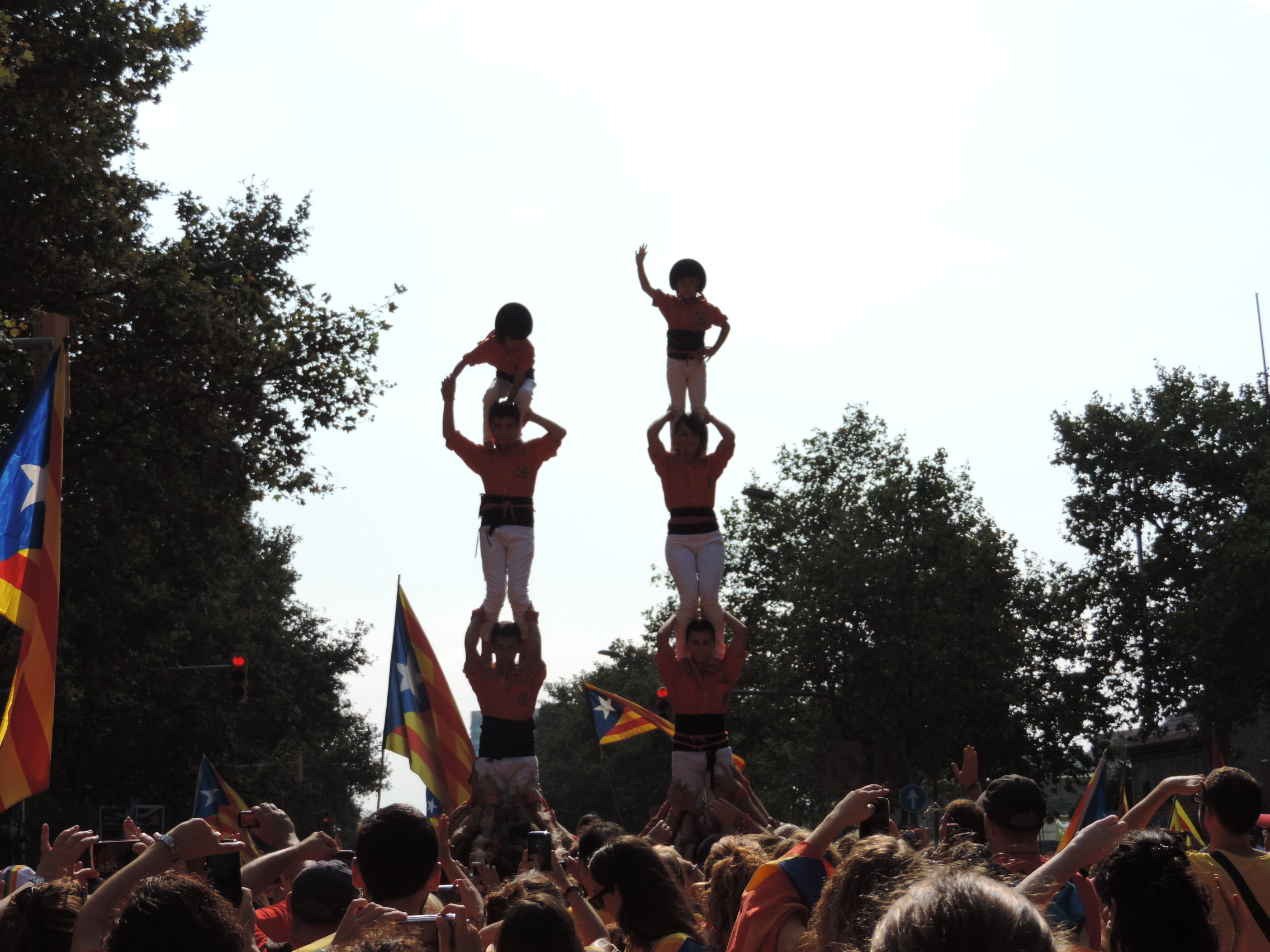
Pilars de 4 dels Carallots de Sant Vicenç dels Horts, en la Diada Nacional de Catalunya de 2014

Els Carallots de Sant Vicenç dels Horts, oficialment Castellers de Sant Vicenç dels Horts, és una colla castellera de Sant Vicenç dels Horts fundada l'any 2012. El color de la seva camisa és el taronja i els seus millors castells són el 5 de 7, el 3 de 7 amb l'agulla, 4 de 7 amb l'agulla, el 3 de 7 i el 4 de 7.

## Història
La colla es va estrenar el 20 de gener de 2013 amb un pilar de 4 en el marc de la Festa Major d'hivern de Sant Vicenç dels Horts. Els Carallots de Sant Vicenç dels Horts van ser batejats el 26 de maig de 2013, acompanyats de les colles padrines Castellers de Sant Feliu i Minyons de l'Arboç. El resultat final de la seva primera actuació fou: Pde4cam, 4de6, 3de6c, i4de6a, pde4.
El 2014 la colla va celebrar una assemblea extraordinària per a votar si la colla renunciava a formar part de la Coordinadora de Colles Castelleres o continuava amb el seu nom oficial, Colla Castellera Carallots de Sant Vicenç dels Horts. Els Carallots es convertiren en la primera colla castellera que ha de modificar el seu nom oficial d'acord amb un punt de l'ordre de l'Assemblea Ordinària de la Coordinadora de Colles Castelleres celebrada el passat dissabte. Si bé van decidir no renunciar al nom històric de la colla, sí que van optar per fer desaparèixer la paraula Carallots dels registres oficials. L'aprovació del nom de Castellers de Sant Vicenç dels Horts va aconseguir un majoria absoluta, amb 58 vots a favor, 26 en contra, 6 vots en blanc i 6 abstencions.
En la junta de la Coordinadora de Colles Castelleres de Catalunya celebrada el 7 d'abril de 2014 són admesos com a membre de ple dret.